# نیو ثنگ
«نیو ثنگ» تک‌آهنگی از هنرمند اهل ایالات متحده آمریکا ردفو است.
این تک‌آهنگ در چارت‌های نیوزلند، استرالیا جزو ده ترانه اول قرار گرفت.